# Aleksander Astašev
Aleksander Astašev, ruski hokejist in hokejski trener, * 22. januar 1950, Leningrajska oblast, Sovjetska zveza, † 31. marec 2009, Rusija.
Astašev je v sovjetski ligi igral za klube Sverdlovsk Avtomobilist, CSKA Moskva, Zvezda Čebarkul in Torpedo Gorki. Za Sverdlovsk je igral večji del kariere, v sezonah 1968/69, 1971/72-1973/74, 1976/77-1978/79, za CSKA v sezoni 1969/70, za Zvezdo v sezoni 1970/71, za Torpedo Gorki pa v sezoni 1975/76. Igral je tudi za mladinsko in drugo sovjetsko reprezentanco.
Po končani hokejski karieri je deloval kot trener, začel je v klubu Luč Sverdlovsk v sezoni 1980/81 kot pomočnik trenerja, med sezonama 1981/82 in 1986/87 pa je bil glavni trener. Med sezonami 1986/87 in 1989/90 ter 1993/94 in 1995/96 je bil trener kluba Sverdlovsk Avtomobilist, v sezoni 1990/91 je bil trener Olimpije Kompas, s katero je osvojil naslov podprvaka v jugoslovanski ligi, v sezoni 1992/93 kluba Cedar Novouralsk, v sezoni 1996/97 pa kluba CSK VVS Samara. V klubu Severstal Čerepovec je bil med sezonama 1999/00 in 2005/06 pomočnik trenerja, za tem do sezone 2007/08 glavni trener, pomočnik trenerja je bil tudi v klubu »Salavat Julajev« od sezone 2007/08 do svoje smrti.